# جامعة الخزر
تأسست 1991
النوع خاصة
الرئيس هاملن اسخانلي
الكلية 250
الطلبة 2000
الموقع باكو، أذربيجان حرم الجامعة مدني.

## جامعة خازار

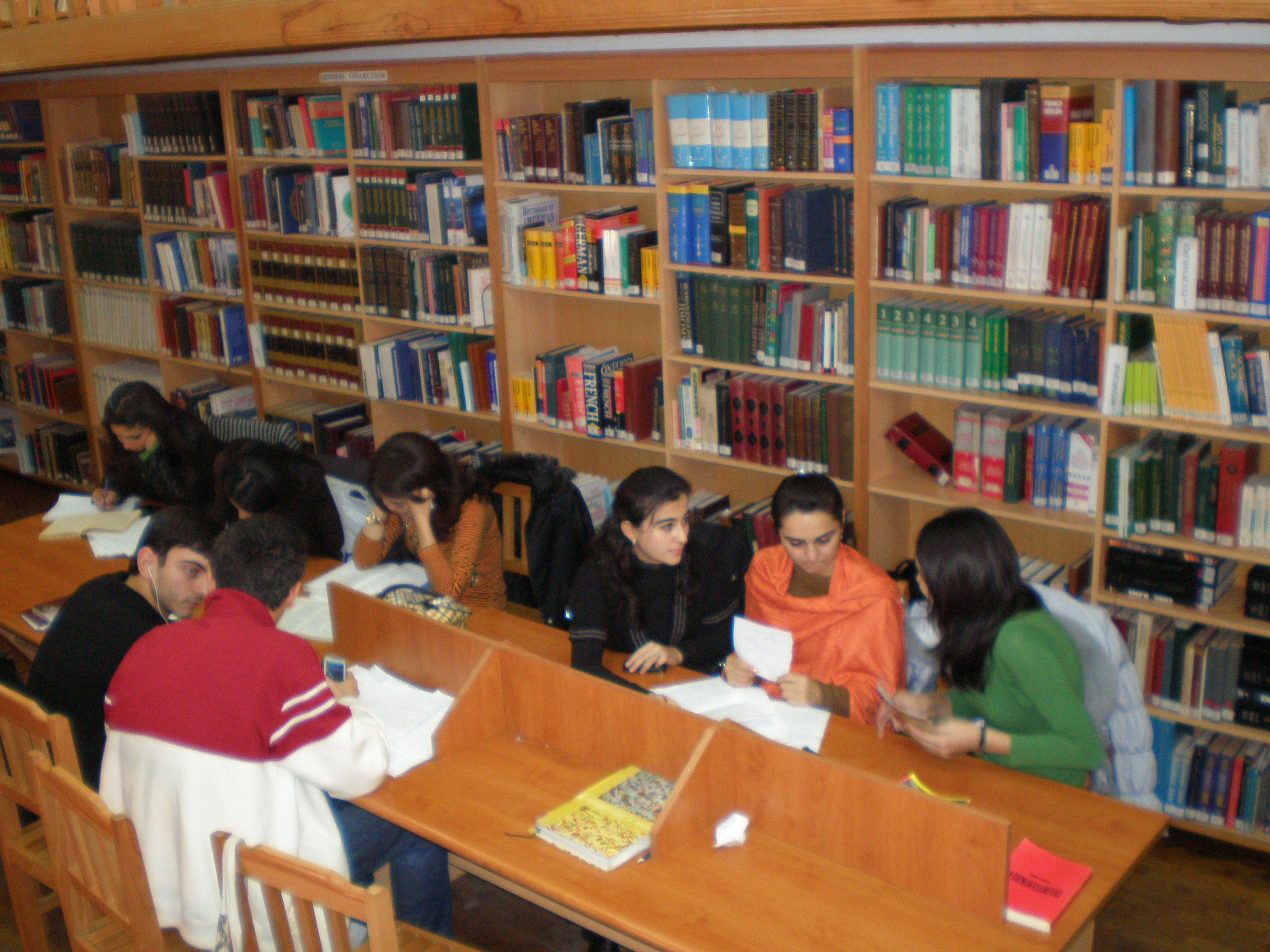
مكتبة جامعة خازار

جامعة خازار أول مؤسسة خاصة للتعليم العالي (الجامعة غير الحكومية) تأسست في آذربيجان. أسسها بروفوسور هاملت عيسى خانلي. كان هو رئيس الجامعة من سنة 1991 حتى سنة 2010.
أثبتت الاستطلاعات المختلفة في وسائل الاعلام والدراسات التي تقوم بها المنظمات غير الحكومية واللجان الدولية أن جامعة الخزر من أفضل الجامعات في آذربيجان والقوقاز وآسيا الوسطى والشرق الأدنى وأوروبا.

## التاريخ والاعتماد
جامعة الخزر كانت أول جامعة خاصة باللغة الإنجليزية في الاتحاد السوفياتي. تأسست بقرار رقم 41 الصادر عن مجلس وزراء جمهورية أذربيجان عام 1991 لتلبية الاحتياجات الملحة إلى متخصصي اللغة الإنجليزية.

## حرم
تقع جامعة الخزر في مدينة باكو ولها ثلاثة أحرم جامعية ومركز خاص. ويبنى حرم جديد في الوقت الحاضر.
حرم «نفطجيلر» - واقع قرب ميترو «نفطجيلر». عنوان: شارع «مسحتي» رقم 11.
حرم بشير صفرأوغلو - واقع في قلب مدينة باكو. عنوان: شارع بشير صفرأوغلو رقم 122.
حرم آلاطاوا - عنوان: شارع آلاطاوا رقم 2.
حرم بيناقدي - ينشأ المبنى الدراسي التابع لجامعة الخزر ومدرسة الدنيا.

## الكليات والتخصصات
|   | في جامعة الخزر 4 كليات            |
| 1 | كلية الهندسة والعلوم التطبيقية    |
| 2 | كلية الاقتصاد والإدارة            |
| 3 | كلية العلوم الإنسانية والاجتماعية |
| 4 | كلية التربية                      |

في الكليات يتم إعداد الكوادر في التخصصات التالية:
كلية الهندسة والعلوم التطبيقية
|   | تخصصات الكلية                                                |
| 1 | هندسة الكمبيوتر (BS، MS)، البكالوريوس والماجستير، والدكتوراه |
| 2 | الهندسة المدنية (BS)                                         |
| 3 | علوم الحاسب الآلي (بكالوريوس، ماجستير، دكتوراه)              |
| 4 | ألإلكترونيات والاتصالات السلكية واللاسلكية (BS، MS)          |
| 5 | هندسة النفط والغاز (BS، MS)                                  |
| 6 | الهندسة الكيميائية (BS)                                      |
| 7 | الهندسة الطبية الحيوية (BS، MS)                              |
| 8 | التحليل والتحليل الوظيفي (دكتوراه)                           |
| 9 | المعادلات التفاضلية (دكتوراه)                                |

## كلية الاقتصاد والإدارة
|    | تخصصات الكلية                                        |
| 1  | إدارة الأعمال (BBA، ماجستير)                         |
| 2  | الاقتصاد (بكالوريوس، ماجستير)                        |
| 3  | الاقتصاد العام (MS)                                  |
| 4  | الاقتصاد العالمي (MS)                                |
| 5  | التسويق (BBA، ماجستير)                               |
| 6  | التمويل (BBA، ماجستير)                               |
| 7  | السياسة المالية الداخلية والمالية الحكومية (دكتوراه) |
| 8  | المحاسبة والتدقيق (BBA، ماجستير)                     |
| 9  | الإدارة (BBA، ماجستير)                               |
| 10 | الاقتصاد الدولي (MBA)                                |
| 11 | إدارة المشاريع (MBA)                                 |

## كلية العلوم الإنسانية والاجتماعية
|    | تخصصات الكلية                           |
| 1  | اللغة الإنجليزية وآدابها (BA)           |
| 2  | اللغويات (اللغة الإنجليزية) (MA)        |
| 3  | الأدب (الأدب الإنجليزي) (MA)            |
| 4  | اللغات الجرمانية (الإنجليزية) (دكتوراه) |
| 5  | الإقليمية (الإقليمية) (BA، MA)          |
| 6  | العلاقات الدولية (BA، MA، دكتوراه)      |
| 7  | العلوم السياسية (BA، MA، دكتوراه)       |
| 8  | الصحافة (MA)                            |
| 9  | الصحافة الدولية (MA)                    |
| 10 | الترجمة (الإنجليزية) (BA، MA)           |
| 11 | علم النفس (BA)                          |
| 12 | الفلسفة الاجتماعية (دكتوراه)            |
| 13 | تاريخ الفلسفة (دكتوراه)                 |
| 14 | تاريخ الفلسفة (دكتوراه)                 |
| 15 | التاريخ العالمي (دكتوراه)               |

## كلية التربية
|    | تخصصات الكلية                        |
| 1  | مدرس التعليم الابتدائي (BS)          |
| 2  | مدرس الرياضيات والحاسوب التعليم (BS) |
| 3  | مدرس الكيمياء (BS)                   |
| 4  | مدرس علم الأحياء (BS)                |
| 5  | مدرس التاريخ (BA)                    |
| 6  | مدرس الجغرافيا (BA)                  |
| 7  | اللغة الآذربيجانية وآدابها (BA)      |
| 8  | مدرس اللغة الآذربيجانية وآدابها (BA) |
| 9  | اللغة الآذربيجانية (MA)              |
| 10 | الأدب الآذربيجاني (MA, PhD)          |
| 11 | مدرس اللغة الإنجليزية (BA)           |
| 12 | نظرية وتاريخ التربية (MA)            |

## الدكتوراه
في الجامعة تدريس خاص للحصول على إجازة الدكتوراه.

## معلومات عامة

هاملت عبد الله اسخانلي

يعمل في الجامعة أكثر من مئتي أستاذ بينهم دكاترة وبروفسورات. معظم أساتذة الجامعة درسوا في الجامعات العالمية وبينهم الأساتذة الأجانب من البلاد المختلفة.
هنا خمس مقرات للتدريس والنشر والطباعة، والمختبرات العلمية والمتاحف وتنشر المجلة العلمية باللغات الثلاث وعدد من المجلات العلمية الأخرى.
المكتبة تتوسع باستمرار وتحسن خدماتها للقراء.
تعمل في الجامعة سبعة مراكز للكمبيوتر.
في امكان كل من أربعة إلى خمسة طلاب استخدام كمبيوتر واحد. وهذا أعلى درجة بين المدارس العالية. وجميع هذه المراكز في خدمة الطلاب والموظفين في اتحياجاتهم التعليمية والدراسية.
لغة التدريس في جامعة الخزر هي اللغة الإنجليزية ويتم تدريس المقررات الجامعية باللغة الإنجليزية. رغم ذلك في امكان الطلاب الذين لايعرفون اللغة الإنجليزية أو يعرفونها سطحيا الالتحاق بالجامعة. لأهم بعد التحاقهم بالجامعة سيدرسون اللغة الإنجليزية وفق برنامج خاص لدى الأساتذة ذوي الخبرة، ثم سيواصلون تعليمهم باللغة الإنجليزية في الجامعة.
في إمكان الطلاب المجتهدين المتفوقين أن يواصلوا دراساتهم وتعليمهم في جامعات الولايات المتحدة وكندا وأوروبا وكثير من الدول في آسيا. حتى الآن مئات من الطلاب الذين درسوا في تخصصات متنوعة واصلوا جزءا معينا من تعاليمهم ودراساتهم في البلدان المختلفة.
تتميز جامعة الخزر بعلاقاتها الدولية الواسعة ودعوتها الخبراء الأجانب إلى الجامعة ونظامها التدريسي الجديد الذي يعتمد على التجرية العالمية.

## المعاهد والمراكز
في جامعة الخزر عدد من المعاهد والمراكز بجانب الكليات الأكاديمية.
| 1  | قسم الماجستير والدراسات العليا والبحوث العلمية |
| 2  | مركز المكتبات والمعلومات                       |
| 3  | جمعية العلوم والفنون                           |
| 4  | مركز التدريب والاستعداد                        |
| 5  | مركز البحوث والموارد للقوقاز                   |
| 6  | مركز التنمية                                   |
| 7  | مركز البحوث الاقتصادية والتعليم                |
| 8  | المركز الدولي للطلاب والمتخصصين                |
| 9  | مركز السياسة الاقتصادية والتنمية (CESD)        |
| 10 | معهد سياسة التعليم                             |
| 11 | مركز التوظيف المهنية                           |
| 12 | معهد السياسة                                   |
| 13 | مركز التعليم القانوني                          |
| 14 | مركز الخزر للترجمة والبحوث                     |
| 15 | مركز الدراسات البيئية                          |
| 16 | الصناعات الاستخراجية الآسياوية                 |
| 17 | مركز التعليم الإلكتروني                        |
| 18 | مركز ضمان الجودة في التعليم                    |
| 19 | مدرسة إدارة المشاريع                           |
| 20 | معهد الخزر للإنترنت                            |
| 21 | مركز الإرشاد النفسي والعلاج النفسي             |
| 22 | المراكز الإقليمية                              |
| 23 | وسائل الإعلام الإلكترونية                      |
| 24 | مركز الابتكار                                  |
| 25 | مركز الهجرة                                    |

## مركز المكتبات والمعلوما
مركز المكتبات والمعلومات لجامعة الخزر موجود في كل بنايات الجامعة. الطابق الخامس والسادس في البناية الجديدة الواقعة في شارع «مسحتي» رقم 11 خاص بمركز المكتبات والمعلومات كلها.
في إمكان الطلاب الوصول إلى المجلات الأكاديمية والاقتصادية التي تنشر في أنحاء العالم المختلفة. في المكتبة أكثر من 200000 نسخة من الكتب الجديدة باللغات العالمية المختلفة كالروسية والإنجليزية والفرنسية والألمانية والفارسية والتركية والعربية واليابانية والإسبانية والإيطالية والصينية.

## جمعية العلوم والفنون
جلبت «جمعية العلوم والفنون» التي بدأت عملها منذ عام 2006 تحت إشراف البروفيسور هاملت أنظار العلماء والمعلمين والمثقفين والفنانين والطلاب. كان بين ضيوف ومشاركي ومحاضري الجمعية خبراء معروفون وأساتذة ومتخصصون من الولايات المتحدة وبريطانيا وألمانيا وتركيا وروسيا وإيران والشرق الأوسط وآسيا الوسطى.
```
== مركز التدريب والاستعداد ==
```

يعمل مركز التدريب والاستعداد تحت رعاية جامعة الخزر ويقدم الخدمات التالية:
- دورات تدريبية
- الدورات لتحصيل على درجة الماجستير
- دورات في اللغة الأجنبية
- ودورات:

```
, 
اختبار الإنجليزية كلغة أجنبية
```

, أيلتس، اختبار ماجستير إدارة الأعمال جيمات، GRI، [[SAT
- دورات للكمبيوتر

بعد تخرج الطلاب من دورات الكمبيوتر واللغة الأجنبية والدراسات الجامعية الأخرى يتم تقديم شهادات لجميع المشاركين.

## المركز الدولي للطلاب والمتخصصين
وطيفة المركز رفع مستتوى الجامعة إلى مستوى دولية وخدمة كاملة لضيوف الجامعة الأجانب الذين جاؤوا إلى الجامعة للدراسة، وإجراء البحوث العلمية والتدريس وللأغراض أخرى.
تسجيل فيزا
تنظيم وصول الضيوف
تقديم المساعدة في مجال الإسكان
خدمة الهجرة

## الطلاب الأجانب في جامعة خازار
يتم تجهيز الطلاب الأجانب ببطاقة مؤقتة للإقامة تحت إشراف موظفي المركز في أقرب وقت ممكن وبعد ذلك يحصل الطلاب الأجانب على البطاقات في وقت قصير.

## معهد سياسة التعليم
أهداف المعهد:
- اكتساب التجربة العالمية في التعليم والتدريس وازدياد الكيفية.
- دراسة طرق التطور لسياسة التعليم والتدريس في آذربيجان
- اتباع تجربة بالونيا ومساعدة من له حاجة في هذا المجال.

## مركز الخزر للترجمة والبحوث
الهدف الرئيسي الذي يقوم به مركز الترجمة هو نقل المؤلفات المكتوبة باللغات الأجنبية المختلفة إلى اللغة الآذربيجانية وعكسها في مواضيع متنوعة منها : التكنولوجية والسياسية والاجتماعية والتاريخية والثقافية. يشارك مركز الترجمة أيضا في دراسة الترجمات وتدريسها وفي إعداد المترجمين.

## العلاقات الدولية
لغة التدريس في الجامعة هي اللغة الإنجليزية وتساعد ذلك الاستفادة من الإنجازات للتعليم الجامعي في العالم وتبادل أعضاء هيئة التدريس. جامعة الخزر لها مكانة خاصة بين الجامعات في عدد المتخصصين المدعوين من الخارج والمبعوثين إلى الخارج.
تنفذ الجامعة علاقاتها الدولية في مجالين: الأكاديمية وغير الأكاديمية:
الاتجاه الأول - الجامعات والكليات والمعاهد و المؤسسات العلمية و التعليمية الأخرى
الاتجاه الثاني - التنظيمات و الشركات.
طلاب الجامعة يواصلون تعاليمهم في كثير من البلدان منها : أمريكا الشمالية و غرب ووسط و شرق أوروبا و بلدان الشرق الأوسط والشرق الأقصى . اساتذة جامعة الخزر جميعهم درسوا أو عملوا في الخارج .
رؤساء الجامعة
- Prof. Hamlet İsaxanlı (1991-2010) هاملت عيسى خانلي
- Prof. Con Rayder (Sentyabr, 2010 – 2012)جون رايدر